# Alonso Pérez H.C.
Alonso Pérez H.C. (1538, Cádiz, España - México, 8 de febrero de 1602) fue un hermano misionero jesuita.
Fue amanuense del padre Pedro de Rivadeneira en Toledo. Pidió ir a las Indias, alegando ser robusto y que lo que en España hacía lo podía poner efermizo. Concedíendosele dicho traslado el 28 de octubre de 1575. En 1581 hizo votos de coadjutor temporal en manos del padre Juan de la Plaça, provincial. En 1585 se encontraba en la ciudad de Puebla y en 1592 fue enviado a España, regresando a inicios de 1593. En 1593 era procurador de Tepotzotlán y en 1594 estaba en Oaxaca.
En 1599 es nombrado superintendente de los indios en San Gregorio. En la Breve relación de la venida de los de la Compañía de Jesús a la Nueva España se cita lo siguiente:

" En 1599 era superintendente de los indios en S. Gregorio, en el cual oficio y en todos los demás en que se exercitó por orden de la obediencia, a cuyas ordenaciones jamás replicaba, se conoció en él un perfectísimo deseo de alabar y bendcir y agradar a Dios. Fue hombre de gran corazón y ánimo para las dificultades mayores, y en ellas parece que se excedía a sí mismo. Y sé de este siervo de Dios, que navegando en ocasiones de tormentas deshechas, él sólo era el que ponía ánimo a todos los demás. En cierta ocasión libró por intercesión e invocación de la Virgen María un navío y a los de él, de un claro y manifiesto peligro. Su grande caridad se echaba de ver en que para los enfermos era médico; para con los miserables, consuelo; para con los ignorantes y rudos, maestro de los misterios de la fe. Demás de esto, fue este siervo de Dios, en extremo humilde, pacientísimo, de grande luz y conocimiento de las cosas de Dios y, entre los religiosos de su tiempo, de muy alta oración y continuo trato con la Divina Majestad. Porque se sabía de él, que ni en ocupaciones domésticas, ni fuera de casa, ni en cosas graves y de importancia 22 años antes que muriese nunca faltaba a la presencia de Dios, asistieno siempre ante su Divina Majestad, como hijo regalado delante de su Padre y Señor. y de aquí le nacía que ne cualquiera ocasión que le hallaran, de un ismo temple, siempre devoto, siempre fácil en alabar a Dios en sus creaturas, siendo así que en todas ellas traía estudio y exercicio continuo de reconocer y alabar a su Creador. De esta unión y composición de su entendimiento con que andaba como transportado en Dios, resultaba en él un forzoso amor que redundaba del corazón y afecto en las palabras, con las cuales repetía cada momento: "Sea amado Dios; sea glorificado.; así amásemos a Dios y nunca más mediásemos". Este amor desea el plantar en todos aquellos con quien trataba, y en cualquier negocio que entre manos traía, luego aquellos con quien trataba, y en cualquier negocio que entre manos traía, luego buscaba por fin y blanco a Dios y al agrado de su divina voluntad.